# 安濃郡 (島根県)
- 令制国一覧 > 山陰道 > 石見国 > 安濃郡
- 日本 > 中国地方 > 島根県 > 安濃郡

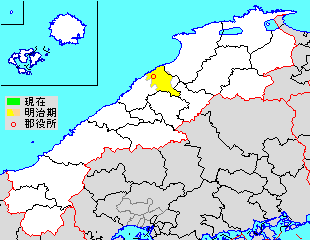
島根県安濃郡の位置（薄黄：後に他郡に編入された区域）

安濃郡（あのぐん）は、島根県（石見国）にあった郡。

## 郡域
1879年（明治12年）に行政区画として発足した当時の郡域は、下記の区域にあたる。
- 出雲市の一部（多伎町神原）
- 大田市の一部（山口町佐津目・山口町山口を除く鳥井町鳥井、長久町各町、大田町吉永、川合町吉永、川合町川合、三瓶町池田以東）

## 歴史

### 古代
郡名は伊勢国安濃（あのう）郡の人、安濃宿禰の末裔が移住したことに因む（『三代実録』）。

#### 式内社
『延喜式』神名帳に記される郡内の式内社。
| 神名帳              | 神名帳          | 神名帳 | 神名帳               | 比定社                 | 比定社                       | 比定社     | 集成 |
| 社名                | 読み            | 格     | 付記                 | 社名                   | 所在地                       | 備考       | 集成 |
| ------------------- | --------------- | ------ | -------------------- | ---------------------- | ---------------------------- | ---------- | ---- |
| 安濃郡 10座（並小） |                 |        |                      |                        |                              |            |      |
| 物部神社            | モノノヘノ      | 小     |                      | 物部神社               | 島根県大田市川合町川合       | 石見国一宮 |      |
| 苅田神社            | カムタノ カリタ | 小     |                      | 苅田神社               | 島根県大田市久手町波根西     |            |      |
| 苅田神社            | カムタノ カリタ | 小     | （参）合祀：南八幡宮 | 島根県大田市大田町大田 |                              |            |      |
| 刺鹿神社            | サスカ          | 小     |                      | 刺鹿神社               | 島根県大田市久手町刺鹿       |            |      |
| 朝倉彦命神社        | アサクラヒコノ- | 小     |                      | 朝倉彦命神社           | 島根県大田市朝山町朝倉       |            |      |
| 新具蘇姫命神社      | ニヒクソヒメノ- | 小     |                      | 新具蘇姫命神社         | 島根県大田市川合町吉永字中家 |            |      |
| 迩弊姫神社          | ニヘヒメノ      | 小     |                      | 迩幣姫神社             | 島根県大田市長久町土江       |            |      |
| 迩弊姫神社          | ニヘヒメノ      | 小     | （参）迩幣姫神社     | 島根県大田市三瓶町池田 |                              |            |      |
| 佐比売山神社        | サヒメ-         | 小     |                      | 佐比売山神社           | 島根県大田市三瓶町多根       |            |      |
| 佐比売山神社        | サヒメ-         | 小     | （論）佐比売山神社   | 島根県大田市鳥井町鳥井 |                              |            |      |
| 野井神社            | ノヰノ          | 小     |                      | 野井神社               | 島根県大田市長久町長久       |            |      |
| 静間神社            | シヅマノ        | 小     |                      | 静間神社               | 島根県大田市静間町垂水       |            |      |
| 神辺神社            | カムベノ        | 小     |                      | 神辺神社               | 島根県大田市鳥井町鳥越       |            |      |
| 凡例を表示          |                 |        |                      |                        |                              |            |      |

### 近現代
安濃郡では明治維新の後に自由民権運動が盛んになり、特に石陽自由党党首の小原鉄臣、自由党議員堀久太郎、加藤公平などが扇動し、安濃郡波根八幡宮で明治16年7月14日に行われた偽党撲滅会は有名である。

### 近世以降の沿革
- 明治初年時点で、全域が大森代官所が管轄する幕府領であった。「旧高旧領取調帳データベース」に記載されている明治初年時点での村は以下の通り[1]。（30村）

延里村、稲用村、土江村、鳥井村、野井村、西用田村、東用田村、鳥越村、波根西村、波根東村、仙山村、大田北村、大田南村、上山村、長原村、志学村、加淵村、円城寺村、池田村、市野原村、小屋原村、川合村、多根村、吉永村、小豆原村、山中村、才坂村、朝倉村、神原村、刺賀村
- 明治2年8月2日（1869年9月7日） - 大森県の管轄となる。
- 明治3年1月9日（1870年2月9日） - 浜田県の管轄となる。
- 明治8年（1875年）（23村）
  - 野井村・西用田村・東用田村が合併して長久村となる。
  - 大田北村・大田南村が合併して大田村となる。
  - 円城寺村・市野原村が合併して野城村となる。
  - 長原村・加淵村が志学村に、小豆原村が多根村にそれぞれ合併。
- 明治9年（1876年）4月18日 - 第2次府県統合により島根県の管轄となる。
- 明治12年（1879年）1月12日 - 郡区町村編制法の島根県での施行により行政区画としての安濃郡が発足。「安濃邇摩郡役所」が邇摩郡佐摩村に設置され、同郡とともに管轄。

### 町村制以降の沿革

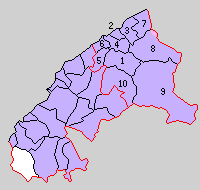
1.大田村 2.波根西村 3.波根東村 4.刺鹿村 5.長久村 6.鳥井村 7.朝山村 8.富山村 9.佐比売村 10.川合村（紫：大田市 桃：出雲市）

- 明治22年（1889年）4月1日 - 町村制の施行により、下記の各村が発足。特記以外は全域が現・大田市。（10村）
  - 大田村 ← 大田村、野城村［市野原］、吉永村［下吉永］
  - 波根西村、波根東村（それぞれ単独村制）
  - 刺鹿村（刺賀村が単独村制）
  - 長久村 ← 長久村、稲用村、延里村、土江村
  - 鳥井村 ← 鳥井村、鳥越村
  - 朝山村 ← 朝倉村、仙山村
  - 富山村 ← 神原村（現・出雲市、大田市）、山中村、才坂村（現・大田市）
  - 佐比売村 ← 野城村［円城寺］、多根村、小屋原村、上山村、志学村、池田村
  - 川合村 ← 川合村、吉永村［上吉永］
- 明治29年（1896年）8月1日 - 郡制を施行。郡役所が大田村に設置。
- 明治36年（1903年）4月1日 - 大田村が町制施行して大田町となる。（1町9村）
- 大正12年（1923年）4月1日 - 郡会が廃止。郡役所は存続。
- 大正15年（1926年）7月1日 - 郡役所が廃止。以降は地域区分名称となる。
- 昭和4年（1929年）4月1日 - 川合村が邇摩郡忍原村の一部（字戸蔵を除く）を編入。
- 昭和12年（1937年）5月28日 - 刺鹿村・波根西村が合併して久手町が発足。（2町7村）
- 昭和29年（1954年）
  - 1月1日 - 大田町・長久村・鳥井村・久手町・波根東村・川合村が邇摩郡静間村・久利村と合併して大田市が発足し、郡より離脱。（3村）
  - 4月1日 - 以下の変更により安濃郡消滅。島根県内では1896年の郡の再編以来、初の郡消滅となった。
    - 朝山村・佐比売村および富山村の一部（神原の一部を除く）が大田市に編入。
    - 富山村の残部（神原の一部）が簸川郡田儀村に編入。

### 変遷表
| 明治22年以前  | 明治22年以前                | 明治22年以前   | 明治22年 4月1日 町村制施行 | 明治22年 - 昭和20年              | 昭和21年 - 昭和30年               | 昭和31年 - 昭和40年                | 昭和41年 - 昭和64年         | 平成元年 - 現在              | 現在   |
| ------------- | --------------------------- | -------------- | -------------------------- | -------------------------------- | --------------------------------- | ---------------------------------- | --------------------------- | ---------------------------- | ------ |
| 刺賀村        | 刺賀村                      | 刺賀村         | 刺鹿村                     | 昭和12年5月28日 久手町           | 昭和29年1月1日 大田市             | 大田市                             | 大田市                      | 平成17年10月1日 大田市       | 大田市 |
| 波根西村      | 波根西村                    | 波根西村       | 波根西村                   | 昭和12年5月28日 久手町           | 昭和29年1月1日 大田市             | 大田市                             | 大田市                      | 平成17年10月1日 大田市       | 大田市 |
| 波根東村      | 波根東村                    | 波根東村       | 波根東村                   | 波根東村                         | 昭和29年1月1日 大田市             | 大田市                             | 大田市                      | 平成17年10月1日 大田市       | 大田市 |
| 野井村        | 野井村                      | 明治8年 長久村 | 長久村                     | 長久村                           | 昭和29年1月1日 大田市             | 大田市                             | 大田市                      | 平成17年10月1日 大田市       | 大田市 |
| 西用田村      |                             | 明治8年 長久村 | 長久村                     | 長久村                           | 昭和29年1月1日 大田市             | 大田市                             | 大田市                      | 平成17年10月1日 大田市       | 大田市 |
| 東用田村      |                             | 明治8年 長久村 | 長久村                     | 長久村                           | 昭和29年1月1日 大田市             | 大田市                             | 大田市                      | 平成17年10月1日 大田市       | 大田市 |
| 稲用村        |                             |                | 長久村                     | 長久村                           | 昭和29年1月1日 大田市             | 大田市                             | 大田市                      | 平成17年10月1日 大田市       | 大田市 |
| 延里村        |                             |                | 長久村                     | 長久村                           | 昭和29年1月1日 大田市             | 大田市                             | 大田市                      | 平成17年10月1日 大田市       | 大田市 |
| 土江村        |                             |                | 長久村                     | 長久村                           | 昭和29年1月1日 大田市             | 大田市                             | 大田市                      | 平成17年10月1日 大田市       | 大田市 |
| 鳥井村        | 鳥井村                      | 鳥井村         | 鳥井村                     | 鳥井村                           | 昭和29年1月1日 大田市             | 大田市                             | 大田市                      | 平成17年10月1日 大田市       | 大田市 |
| 鳥越村        |                             |                | 鳥井村                     | 鳥井村                           | 昭和29年1月1日 大田市             | 大田市                             | 大田市                      | 平成17年10月1日 大田市       | 大田市 |
| 邇摩郡 戸蔵村 | 明治8年 邇摩郡忍原村 に合併 | 邇摩郡 忍原村  | 邇摩郡 忍原村              | 昭和9年4月1日 邇摩郡久利村に編入 | 昭和29年1月1日 大田市             | 大田市                             | 大田市                      | 平成17年10月1日 大田市       | 大田市 |
| 邇摩郡 忍原村 | 邇摩郡 忍原村               | 邇摩郡 忍原村  | 邇摩郡 忍原村              | 昭和9年4月1日 川合村に編入       | 昭和29年1月1日 大田市             | 大田市                             | 大田市                      | 平成17年10月1日 大田市       | 大田市 |
| 川合村        | 川合村                      | 川合村         | 川合村                     | 川合村                           | 昭和29年1月1日 大田市             | 大田市                             | 大田市                      | 平成17年10月1日 大田市       | 大田市 |
| 吉永村        | （上吉永）                  | （上吉永）     | 川合村                     | 川合村                           | 昭和29年1月1日 大田市             | 大田市                             | 大田市                      | 平成17年10月1日 大田市       | 大田市 |
| 吉永村        | （下吉永）                  | （下吉永）     | 大田村                     | 明治36年4月1日 町制 大田町       | 昭和29年1月1日 大田市             | 大田市                             | 大田市                      | 平成17年10月1日 大田市       | 大田市 |
| 大田北村      | 大田北村                    | 明治8年 大田村 | 大田村                     | 明治36年4月1日 町制 大田町       | 昭和29年1月1日 大田市             | 大田市                             | 大田市                      | 平成17年10月1日 大田市       | 大田市 |
| 大田南村      |                             | 明治8年 大田村 | 大田村                     | 明治36年4月1日 町制 大田町       | 昭和29年1月1日 大田市             | 大田市                             | 大田市                      | 平成17年10月1日 大田市       | 大田市 |
| 市野原村      | 市野原村                    | 明治8年 野城村 | 大田村                     | 明治36年4月1日 町制 大田町       | 昭和29年1月1日 大田市             | 大田市                             | 大田市                      | 平成17年10月1日 大田市       | 大田市 |
| 円城寺村      | 円城寺村                    | 明治8年 野城村 | 佐比売村                   | 佐比売村                         | 昭和29年4月1日 大田市に編入       | 大田市                             | 大田市                      | 平成17年10月1日 大田市       | 大田市 |
| 多根村        | 多根村                      | 多根村         | 佐比売村                   | 佐比売村                         | 昭和29年4月1日 大田市に編入       | 大田市                             | 大田市                      | 平成17年10月1日 大田市       | 大田市 |
| 小豆原村      | 明治8年 多根村に合併        | 多根村         | 佐比売村                   | 佐比売村                         | 昭和29年4月1日 大田市に編入       | 大田市                             | 大田市                      | 平成17年10月1日 大田市       | 大田市 |
| 小屋原村      |                             |                | 佐比売村                   | 佐比売村                         | 昭和29年4月1日 大田市に編入       | 大田市                             | 大田市                      | 平成17年10月1日 大田市       | 大田市 |
| 上山村        |                             |                | 佐比売村                   | 佐比売村                         | 昭和29年4月1日 大田市に編入       | 大田市                             | 大田市                      | 平成17年10月1日 大田市       | 大田市 |
| 志学村        | 志学村                      | 志学村         | 佐比売村                   | 佐比売村                         | 昭和29年4月1日 大田市に編入       | 大田市                             | 大田市                      | 平成17年10月1日 大田市       | 大田市 |
| 長原村        | 明治8年 志学村に合併        | 志学村         | 佐比売村                   | 佐比売村                         | 昭和29年4月1日 大田市に編入       | 大田市                             | 大田市                      | 平成17年10月1日 大田市       | 大田市 |
| 加淵村        | 明治8年 志学村に合併        | 志学村         | 佐比売村                   | 佐比売村                         | 昭和29年4月1日 大田市に編入       | 大田市                             | 大田市                      | 平成17年10月1日 大田市       | 大田市 |
| 池田村        |                             |                | 佐比売村                   | 佐比売村                         | 昭和29年4月1日 大田市に編入       | 大田市                             | 大田市                      | 平成17年10月1日 大田市       | 大田市 |
| 朝倉村        | 朝倉村                      | 朝倉村         | 朝山村                     | 朝山村                           | 昭和29年4月1日 大田市に編入       | 大田市                             | 大田市                      | 平成17年10月1日 大田市       | 大田市 |
| 仙山村        |                             |                | 朝山村                     | 朝山村                           | 昭和29年4月1日 大田市に編入       | 大田市                             | 大田市                      | 平成17年10月1日 大田市       | 大田市 |
| 才坂村        | 才坂村                      | 才坂村         | 富山村                     | 富山村                           | 昭和29年4月1日 大田市に編入       | 大田市                             | 大田市                      | 平成17年10月1日 大田市       | 大田市 |
| 山中村        |                             |                | 富山村                     | 富山村                           | 昭和29年4月1日 大田市に編入       | 大田市                             | 大田市                      | 平成17年10月1日 大田市       | 大田市 |
| 神原村        | 神原村                      | 一部           | 富山村                     | 富山村                           | 昭和29年4月1日 大田市に編入       | 大田市                             | 大田市                      | 平成17年10月1日 大田市       | 大田市 |
| 神原村        | 神原村                      | 一部           | 富山村                     | 富山村                           | 昭和29年4月1日 簸川郡田儀村に編入 | 昭和31年9月30日 簸川郡多伎村の一部 | 昭和44年11月3日 町制 多伎町 | 平成17年3月22日 出雲市の一部 | 出雲市 |

## 行政
安濃・邇摩郡長
| 代 | 氏名 | 就任年月日                | 退任年月日                | 備考 |
| -- | ---- | ------------------------- | ------------------------- | ---- |
| 1  |      | 明治12年（1879年）1月12日 |                           |      |
|    |      |                           | 明治29年（1896年）3月31日 | 廃官 |

安濃郡長
| 代 | 氏名 | 就任年月日               | 退任年月日                | 備考                   |
| -- | ---- | ------------------------ | ------------------------- | ---------------------- |
| 1  |      | 明治29年（1896年）4月1日 |                           |                        |
|    |      |                          | 大正15年（1926年）6月30日 | 郡役所廃止により、廃官 |